# مولد المياه من الغلاف الجوي

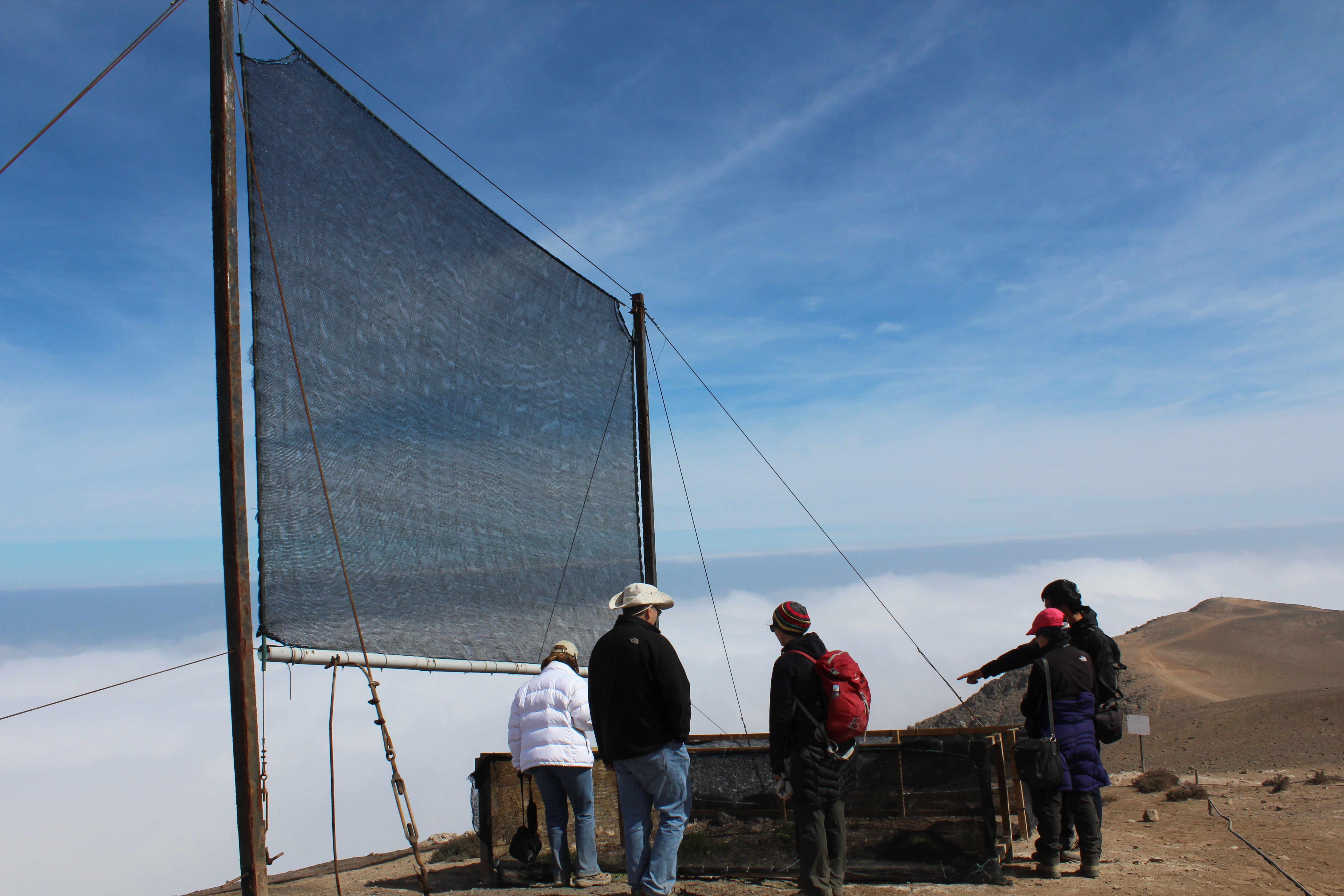
مُجمِعة ضباب في ألتو باتاش ، صحراء أتاكاما ، تشيلي

يعدّ مولّد المياه من الغلاف الجويّ جهازاً لاستخلاص واستنباط المياه من جزيئات الهواء الرطبة المحيطة به، ويستخرج بخار الماء من الجوّ عن طريق تكثيف الهواء وتبريده إلى درجة أقل من درجة الندى، أو عن طريق تمريره في مجفّفات أو ضغطه. تكمن أهمية وجود هذه المولّدات في المناطق التي يصعب إيجاد المياه النقية فيها، والتي تعاني من شحّ المصادر المائية.
تتطلب عملية استخراج المياه من الجو كمية من الطاقة اللازمة لتشغيل هذه المولّدات، وبعضها يعتمد على الاختلاف بين درجات الحرارة دون الحاجة إلى اللجوء لمصادر أخرى من الطاقة.
أُلهمت فكرة تصميم هذه المولدات من الطبيعة، حيث يوجد نوع من الحشرات من عائلة الستينوكارا جراسيليبس يقوم باستخراج المياه من الجوّ لاستمرار حياته.

## نبذة تاريخية
يُعدّ شعب الإينكا أول من بدأ بهذه العملية، حيث كانوا يجمعون قطرات الندى ويصرّفونها في صهاريج ليقوموا بتوزيعها والإفادة منها لاحقاً. بالإضافة إلى عدم احتياج هذه الطرق التقليدية أي مصادر للطاقة، بل كانت تقتصر على وجود تفاوت بين درجات الحرارة المحيطة كي تعمل.

## التكنولوجيا الحديثة
كثيرٌ من مولّدات المياه تعمل بطريقة مشابهة لتلك التي تزيل الرطوبة (المجفّفة)، حيث يمرّ الهواء فوق ملفّ حرارته منخفضة، مؤدياً إلى تكاثفه، ويعتمد المعدل الزمني لتوليد المياه على درجات الحرارة المحاط بها المولّد، الرطوبة، حجم الهواء المارّ فوق الملف ومدى قدرة المولّد على تبريد الملفّ. تقوم هذه الأنظمة بتخفيض درجة حرارة الهواء والتي بدورِها تقلل من سعة الهواء الحامل لبخار الماء. تعدّ هذه التكنولوجيا الأكثر شيوعاً واستخداماً.
ويوجد تكنولوجيا بديلة، ألا وهي المجفّفات، والتي توظّف بشكل أساسي السوائل كَكلوريد الليثيوم وبروميد الليثيوم لسحب الماء من الهواء عبر الخاصية الاسترطابية، وأساس هذه التقنية الجمع بين استخدام التجفيف بالاستعانة بالمواد الصلبة مثل جل السيليكا والزيولايت (مركب من مجموعة السيليكا) مع عملية التكثيف الناتجة من الضغط.
كما وما زالت المولّدات التي تعمل على الطاقة الشمسية قيد التطوير.

### التكثيف البارد
في المولّد الذي يعمل على مبدأ التبريد والتكثيف، تقوم نوع من أنواع الضواغط بتمرير المبرّد عبر مكثّف، وثم عبر ملفّ المبخّر والذي من شأنه يقوم بخفض حرارة الهواء إلى درجة الندى مؤدياً إلى تكاثفه. حيث تدفع المروحة - ذات السرعة المُتحكم بها - الهواءَ المصفّى فوق الملفّ، وتُنقل المياه الناتجة إلى خزّانات تعمل على نظامَي التصفية والتنقية، لمحاولة إبقاء المياه نقيّة وتقليل احتمالية إصابتها بالفيروسات والبكتيريا المتواجدة في الهواء المحيط على الملفّ التبخيري عبر المياه المتكاثفة.

مِثال لعملية تكثيف.

يعتمد معدّل إنتاج جزيئات الماء على كلّ من الرطوبة النسبية للجوّ، درجة حرارة الهواء وحجم الضواغط. وتزداد كفاءة هذه المولّدات مع ازدياد الرطوبة النسبية وحرارة الهواء على حدّ سواء. كما وتقل كفاءتها بانخفاض حرارة الجوّ عن 18.3 درجة مئويّة أو بانخفاض الرطوبة النسبية عن 30%. وبالتالي فعاليّتها تقلّ عند تواجدها في غرف مكيّفة.
تتفاوت أسعار مولّدات الماء تبعاً لبعض الخصائص كالسعة، والرطوبة، ودرجات الحرارة وتكلفة الطاقة اللازمة لتشغيلها.  
قامت بعض أنواع التكنولوجيا بتوظيف تأثير بلتيير للمواد شبه الموصلة، والتي عندما يسخن جانب من هذه المواد يبرد الجانب الآخر. في هذا التطبيق، يكون الهواء فوق زعانف التبريد على الجانب الذي يبرد ممّا يخفّض درجة حرارة الهواء إلى درجة الندى، مؤدياً إلى تكاثف الماء، ثمّ تجميعه. بعض هذه التصاميم تستخدم الطاقة الشمسية كمصدر أساسي للتشغيل، بسبب طبيعة الحالة الصلبة للمواد شبه الموصلة وقلّة استهلاكها للطاقة.
كما ويمكن تحسين سعة مولّدات مياه الشرب في درجات الرطوبة المنخفضة عبر استخدام مبرّد تبخيري مقرون بمزوّد للمياه الراكدة والتي بدَورها تزيد رطوبة الهواء لدرجة قريبة من درجة الندى. بالتالي يمكن توليد مياه الشرب باستخدام المياه الراكدة دون الاعتماد على رطوبة الهواء المحيط.

### التجفيف الرطب
تتضمّن إحدى أنواع مولّدات المياه التي تعمل على مبدأ التجفيف الرطب استخدام أملاح مذوّبة في محاليل ملحية لامتصاص الرطوبة. ثم تستخلص هذه الأنظمة المياه من هذه المحاليل وتنقّيها. طُوّرت هذه التكنولوجيا كأجهزة متنقّلة، وقد تم تركيب كثير من هذه الأجهزة على مقطورات حيث تنتج ما مقداره ألفاً ومائتي جالون، أي ما يُعادل أربعة آلاف وخمسمائة لتراً من المياه يومياً. بنسبة خمس جالونات من المياه مقابل جالون واحد من الوَقود.
تم التعاقد مع هذه التكنولوجيا للاستخدام من قبل الجيش الأمريكي والبحرية الأمريكية من الوكالة الفدرالية لإدارة الطوارىْ. وبعدها تمّ تطوير أنواع مختلفة من التقنيات لتصبحَ صديقة للبيئة، من خلال استخدام الطاقة الشمسية غير السلبية والجاذبية الأرضية. حيث يتم حقن المحلول الملحيّ خارج المواسير وتمتص الماء من الهواء، ثم يدخل المحلول لحجرة ويتم تعريضه لضغط تفريغي (الشفط) والحرارة. يتم تجميع المياه من جزيئات بخار الماء المتكاثفة، بينما يتم إعادة تدوير المحلول الملحي عبر النظام. ويتم إزالة المياه المتكاثف من النظام عبر الجاذبية وبالتالي يتكوّن ضغط تفريغي يقلّل درجة غليان المحلول الملحي. كما ويجري تطوير أنظمة تجمع بين عمليات الادمصاص، التبريد والتكثيف.

### في المباني الخضراء
يُعتبر توليد المياه في المباني الخضراء من الحالات الخاصّة والمهمّة، كَون درجة حرارة الهواء المحصور داخل هذا النوع من المباني أعلى بكثير وأكثر رطوبةً من ذلك الذي يقع خارجها. وتبرز كفاءة هذه المولّدات في المناطق المناخية التي تعاني من شحّ المياه وعدم توافره، عندها، يكون للمولّد دور فعّال أكثر من غيره من المولّدات.
ومن الأمثلة على ذلك، البناية الخضراء لمياه البحر في عُمان.

### في خلايا الوقود في السيارات
تنتج خلايا الوقود في السيارات الهيدروجينية لتراً واحداً من المياه عندما تسير مسافة ثمانية أميال، وهذه كمية ليست بالضئيلة خاصة في الأجواء الجافّة نسبياً.

### في مكيَفات الهواء
تنتج مياه غير نقيّة كمركبات ثانوية عن عمليتيّ تبريد الهواء وتكثيفه، خاصّة في مكيّفات الهواء التي تعمل بتقنيّة التجفيف. كما وتقلّل من نسبة الرطوبة الناتجة عن هذه الأنظمة.
يقوم ملفّ التبخير ذو الحرارة المنخفضة نسبياً (حرارته أقل من درجة الندى)، بتكثيف بخار الماء الموجود في الهواء الجوي، تماماً كما يتكاثف الهواء على سطح الزجاجة المحتوية للمياه البارد.
لذلك، يُستخلص بخار الماء من الهواء المبرّد ويُرسل إلى نظام تصريفي خاصّ.

### مولّدات مياه الشرب التي تعمل على الطاقة الشمسية
تُولّد مياه الشرب ذات النوعية الجيدة من الهواء عن طريق الألواح المائية الشمسية الموجودة على أسطح المباني باستخدام الطاقة والحرارة الشمسية خلال النهار.